# Trichaeta albifrontalis
Trichaeta albifrontalis là một loài bướm đêm thuộc phân họ Arctiinae, họ Erebidae.